# Hochleithen
Hochleithen je obec v okrese Mistelbach v Dolních Rakousích. Žije zde přibližně 1 200 obyvatel.

## Geografie
Hochleithen leží asi 10 km severně od Wolkersdorfu ve Weinviertelu (česky: Vinné čtvrti) v Dolních Rakousích. Plocha katastru činí 19,83 kilometrů čtverečních a 6,82 % plochy je zalesněno. K obci náleží katastrální území Traunfeld, Wolfpassing an der Hochleithen a Bogenneusiedl.

## Historie

### Vývoj počtu obyvatel
Po sčítání obyvatel v roce 2001 je vývoj počtu obyvatel v obci následující: v roce 1971 zde bylo 1.014 obyvatel, roku 1981 1.014, 1991 1.026 a v roce 2001 zde žilo 1084 obyvatel.

### Politika
Starostou obce je Ing. Adolf Mechrler, vedoucím kanceláře Franz Schwab. V obecní radě po volbách 6. března 2005 je 19 mandátů rozděleno takto: (ÖVP) 13, (SPÖ) 5, (FPÖ) 1.

## Hospodářství a infrastruktura
V roce 2001 bylo zde 31 nezemědělských pracovních míst a v lesnictví v roce 1999 63. Počet výdělečně činných v bydlišti byl v roce 2001 493. To představuje 47,14 %.